# Cacophrissus maculipennis
Cacophrissus maculipennis là một loài bọ cánh cứng trong họ Cerambycidae.